# アレックス (パチスロ)
アレックス (AREX)はアルゼから1999年に発売されたパチスロ機。

## 概要
キャラクターにはアルゼのシンボルマークである始祖鳥を採用。クランキーコンドル、クランキーコンテストに続く、鳥シリーズ第三弾である（第四弾はグランシエル）。5号機になりアレックス7Rとして復刻、リリースされた。
リール配列はビーマックスと同一であるが、リーチ目、リール制御、ボーナスの揃い方など、ビーマックスとはかなり異なっている。
ビーマックスでは、ボーナスフラグ成立後、一枚がけで右リール→左リールの順に停止することで、ビッグorレギュラーの判定を行いつつ、ボーナスをそろえることができたが、アレックスではそれが行えなくなった。
ビッグボーナス中のリール制御として、変則打ちを行った場合、ビーマックスではジャックインフラグが中段または下段受けのみであったが、アレックスでは上段受けも適用された。上段受けのジャックインは、チェリーとの同時揃いを回避する制御を利用することで、余裕コマ数の非常に多い受けとなった。

## チャンス予告システム
サンダーVから始まったチャンス予告システムの完成形と言われており、(1)予告音(2)リール消灯(3)フラッシュでボーナス期待度を示す。いずれも、小役外れでボーナス確定となる。なお、変則消灯は同機種が初めてであり、(1)第2リールのみ消灯でレギュラーボーナス確定(2)第3リールのみ消灯でビッグボーナス確定(3)第2第3リール消灯で両ボーナス共通となる。なお、この変則消灯はバイオメサイアにおいて再び採用された（ただし通常演出の一つに格下げされている）。

## ボーナス確率・機械割
| 設定 | BIG   | REG   | 機械割 |
| ---- | ----- | ----- | ------ |
| 1    | 1/297 | 1/468 | 98%    |
| 2    | 1/297 | 1/364 | 100.1% |
| 3    | 1/282 | 1/364 | 102.3% |
| 4    | 1/264 | 1/364 | 105.3% |
| 5    | 1/252 | 1/364 | 108.1% |
| 6    | 1/240 | 1/364 | 110.9% |